# Tridentifera
Genre
Tridentifera est un genre de mollusques gastéropodes appartenant à la famille des Rastodentidae. L'espèce-type est Tridentifera crassicordata.

## Liste d'espèces
Selon World Register of Marine Species (29 septembre 2017) :
- Tridentifera crassicordata (Powell, 1937)
- Tridentifera roseoculma Ponder, 1966